# Max Standfuß

Max Standfuß (1914)

Max Standfuß (* 6. Juni 1854 in Schreiberhau [heute: Szklarska Poręb] im Riesengebirge; † 22. Januar 1917 in Zürich) war ein Theologe und Naturwissenschaftler.
Er wirkte zwischen 1892 und 1917 als Privatdozent für Entomologie und 1899 als Titularprofessor an der Universität Zürich und am Eidgenössischen Polytechnikum. Berühmt wurde er durch seine Forschungen in der Entomologie. Vom Ende des 19. bis Anfang des 20. Jahrhunderts führte er über einen Zeitraum von ca. 30 Jahren intensive Zuchtversuche mit Schmetterlingen durch (Standfuß'sche Temperaturversuche).

## Werke
- Max Standfuss: Experimentelle zoologische Studien mit Lepidopteren, Zürcher & Furrer, 1898, 81 pp.
- Max Standfuss: Handbuch für Sammler der europäischen Grossschmetterlinge, Eigenverlag 1892
- Max Standfuss: Mitteilungen zur Vererbungsfrage unter Heranziehung der Ergebnisse von Zucht-Experimenten mit Aglia tau L. nebst Ausblicken auf den Vererbungsmodus der Rassenmischlinge und Artbastarde, sowie Erwägungen betreffend den Kernpunkt der Scheidung der Arten auf Grund langjähriger Kreuzungs-Experimente, Bolli & Böcherer, 1914,71 pp.